# László Andor
Dans le nom hongrois Andor László, le nom de famille précède le prénom, mais cet article utilise l’ordre habituel en français László Andor, où le prénom précède le nom.
László Andor, né le 3 juin 1966 à Zalaegerszeg, est un homme politique hongrois, membre de la Commission Barroso II chargé de l'emploi.

## Biographie
Il a étudié à l'université de Sciences économiques Karl-Marx en devenant professeur de politique économique. Il a également étudié à l'université George Washington de Washington, D.C.  ainsi qu’à celle de Manchester, où il obtient un master en 1993. Il a été rédacteur en chef de la revue de gauche, trimestrielle, Eszmélet (Conscience). Il est considéré comme proche du Parti socialiste hongrois (MSzP) depuis 2003. Il est chargé de cours à l'Université libre de Bruxelles